# Lystrocteisa
Lystrocteisa is een geslacht van spinnen uit de familie springspinnen (Salticidae).

## Soorten
De volgende soorten zijn bij het geslacht ingedeeld:
- Lystrocteisa myrmex Simon, 1884[3]